# 武蔵町
武蔵町（むさしまち）は、かつて大分県東国東郡にあった町である。
2006年3月31日に姫島村を除く東国東郡の各町と新設合併して国東市となり消滅した。

## 概要
国東半島の東部に位置する。

## 歴史
『和名類聚抄』に記載された国埼郡武蔵郷に比定される。
- 1889年（明治22年）4月1日 - 町村制施行に伴い東国東郡古市村、内田村、糸原村、小城村、三井寺村、成吉村、志和利村が合併し、武蔵村（むさしむら）が発足。
- 1891年（明治24年）6月20日 - 東国東郡中武蔵村と境界の一部を変更。
- 1898年（明治31年）5月10日 - 町制施行し武蔵町となる。
- 1954年（昭和29年）3月31日 - 武蔵町、中武蔵村が対等合併し、同時に旭日村の一部（大字池ノ内）を編入。新町制による武蔵町が発足[1]。
- 2006年（平成18年）3月31日 - 国見町・国東町・安岐町と新設合併し国東市となる。

## 交通

### 鉄道
- 鉄道駅はなし[注 1]。最寄り鉄道駅はJR九州日豊本線杵築駅（杵築市）[1]。

### 空港
- 大分空港 - 当町と安岐町との境界に位置する。

### 港湾
- 国東港武蔵地区（旧武蔵港） - 地方港湾[2]。旅客航路はなし。

なお、大分空港の安岐町側に大分ホーバーフェリー空港乗り場があった。

### バス路線
- 大分交通グループ（大分交通・国東観光バス）
  - 大分市 - 別府市 - 日出町 - 杵築市 - 安岐町 - 大分空港 - 武蔵町 - 国東町

### 道路
高速道路はなし。

#### 一般国道
- 国道213号

#### 県道
- 大分県道55号両子山武蔵線
- 大分県道201号国東安岐線

## 名所・旧跡・観光スポット・祭事・催事

### 祭事
- 吉弘楽 - 7月の第4日曜日
- 水掛祭 - 7月の第4日曜日

### 催事
- 武蔵町ホタルまつり

## 著名な出身者
- 藤波辰爾